# Wales uralkodóinak listája

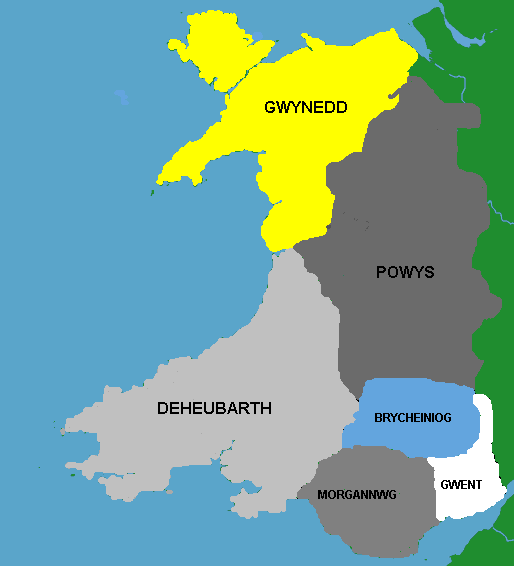
Wales középkori hercegségei

Wales ma az Egyesült Királyság egyik koronaországa. Története még jóval az angolok bejövetele előtt kezdődött. A hagyományos briton uralkodók háttérbe szorulása valójában már a rómaiak megjelenésekor megkezdődött. A kelta gyökerekkel rendelkező walesiek nyugatra húzódtak, és elszántan védelmezték területeiket. A nagyobb veszélyt az 1066-ban érkező normandiaiak jelentették, akik a Brit-szigetek egyre nagyobb részét foglalták el. Wales területén hercegségek alakultak ki, amelyek az egységes fellépés helyett gyakran egymás ellen is fegyvert ragadtak. 

Az alábbi államok vetették meg lábukat a területen:
- Deheubarth (egyesült királyság 909 – 1093, hercegség 1116 – 1234)
  - Ceredigion (királyság 424 – 665)
  - Dyfed (királyság 500 k. – 909)
  - Seisyllwg (királyság 8. század – 909)
- Gwynedd → Gwynedd uralkodóinak listája (királyság 450 k. – 1170, hercegség 1170 – 1283)
- Powys (királyság 410 k. – 1063, hercegség 1063 – 1160)
  - Powys Wenwynwyn (hercegség 1160 – 1283)
  - Powys Fadog (hercegség 1160 – 1277)
- Morgannwg:
  - Glywysing (királyság 470 k. – 1091)
  - Gwent (királyság 930 – 1091)
- Brycheiniog (királyság 450 k. – 1045 k.)